# Бурмистрова, Екатерина Владимировна
Екатерина Владимировна Бурмистрова (укр. Катерина Володимірівна Бурмістрова; 20 ноября 1979, Сумы) — украинская спортсменка, борец вольного стиля.

## Биография
Екатерина Бурмистрова родилась 20 ноября 1979 года в Сумах. 

## Государственные поощрения
- Премия Кабинета министров Украины (27 июня 2003 года)[2]
- Стипендия Кабинета министров Украины (24 сентября 2005 года)[3]
- Стипендия Кабинета министров Украины (9 апреля 2008 года)[4]
- Стипендия Кабинета министров Украины (19 января 2011 года)[5]
- Стипендия Президента Украины (23 августа 2011 года)[6]
- Стипендия Президента Украины (18 января 2013 года)[7]